# أنطون بيير
أنطون بيير (بالإنجليزية: Anton Pierre)‏ (23 سبتمبر 1977 في ترينيداد وتوباغو - ) هو لاعب كرة قدم ترينيداد وتوباغو في مركز الدفاع. شارك مع منتخب ترينيداد وتوباغو لكرة القدم. أما مع النوادي، فقد لعب مع ديفينس فورس ونادي بريستول روفيرز وLa Horquetta Rangers F.C. ‏.

## وصلات خارجية
- أنطون بيير على موقع قاعدة بيانات كرة القدم.إي يو (الإنجليزية)
- أنطون بيير على موقع ناشيونال فوتبول تيمز (الإنجليزية)